# Tossal Rodó (Algerri)
El Tossal Rodó és una muntanya de 448 metres que es troba al municipi d'Algerri, a la comarca catalana de la Noguera.